# Antun Prvan
Antun Prvan "Pržo", hrvatski narodni pjesnik i vojvoda. Kad je talijanski putopisac i opat Alberto Fortis putovao po Dalmaciji. 
Putujući od 1770. gorskim putovima preko vrleti Biokova i Rilića došao je u selo Kokoriće Fortis upoznao vojvodu Antuna Prvana koji ga je ugostio. 1772. odsjeo je Fortis u Kokorićima kao Pržin gost. Boravio je kod Prže u dvorcu, i danas sačuvanom. Za boravka je zabilježio poznatu baladu na hrvatskom jeziku Hasanaginicu. Pretpostavlja se da je Hasanaginica bila i rodom iz sela Kokorića.